# سامول مکرتچیان
سامول سوغومونی مکرتچیان (ارمنی: Սամվել Սողոմոնի Մկրտչյան؛ انگلیسی: Samvel Mkrtchyan؛ ۱۴ مهٔ ۱۹۰۱ – ۸ اوت ۱۹۵۱) یک بازیگر اهل ارمنستان بود. وی بین سال‌های ۱۹۲۵ تا ۱۹۴۰ میلادی فعالیت می‌کرد. مکرتچیان یکی از نخستین هنرپیشگان سینمای ارمنستان بوده است.

## گزیده فیلمشناسی
از فیلم‌ها یا برنامه‌های تلویزیونی که وی در آن نقش داشته است می‌توان به ناموس (۱۹۲۵)، روح شیطان (۱۹۲۷)، هاروت (۱۹۳۳)، کارو (۱۹۳۷)، نازار شجاع (۱۹۴۰) اشاره کرد.